# Аделина
Аделина је женско име које се највише јавља у Италији, Португалу и Шпанији. Потиче из старогерманског имена Adelaide или Adeline и латинског имена „Alida“, чији корен речи значи „племенита“. Исто значење ово име има и на енглеском, француском и шпанском. Може бити и деминутив од Adela. Једна светица носи ово име.

## Популарност
Ово име је у периоду од 1900. до 1930. било између првих 600 и 800 по популарности у САД. У Шведкој је 1998, 2001. и 2002. било међу првих четиристо, а у јужној Аустралији је 2000. било међу првих осамсто.

## Имендани
Имендани се славе у Летонији 18. марта, у Литванији 20. октобра и у Пољској 28. августа.